# Список подводных лодок ВМС Дании

В статье представлен список подводных лодок, входивших в состав Королевских военно-морских сил Дании, упорядоченный по дате введения в состав флота. 1 января 2006 года была проведена крупная реорганизация оборонного комплекса Дании, которая положила конец использованию подводных лодок, без намерения развивать данное направление в будущем. В настоящее время Дания является одной из нескольких государств — членов НАТО, военно-морские силы которых не используют подводные лодки.
| Номер вымпела                    | Наименование               | В составе флота            | Выведена из состава флота  | Состояние                                                  | Примечания |
| подводная лодка «Дюккерен»       | подводная лодка «Дюккерен» | подводная лодка «Дюккерен» | подводная лодка «Дюккерен» | подводная лодка «Дюккерен»                                 | подводная лодка «Дюккерен»                                                                                           |
| -------------------------------- | -------------------------- | -------------------------- | -------------------------- | ---------------------------------------------------------- | --- |
| 1                                | KDM Dykkeren               | с 29 сентября 1909 года    | 13 июня 1917 года          | разобрана на металл                                        | |
| подводные лодки типа А           |                            |                            |                            |                                                            | |
| 3 (H2)                           | KDM Havmanden              | с 20 августа 1912 года     | 26 апреля 1928 года        | разобрана на металл                                        | |
| 4 (T1)                           | KDM Thetis                 | с 19 ноября 1912 года      | 26 апреля 1928 года        | разобрана на металл                                        | |
| 2 (H1)                           | KDM Havfruen               | с 21 марта 1913 года       | 3 мая 1932 года            | разобрана на металл                                        | |
| 5                                | KDM 2den April             | с 4 сентября 1913 года     | 15 января 1929 года        | разобрана на металл                                        | |
| 6                                | KDM Najaden                | с 1 декабря 1913 года      | 9 сентября 1931 года       | разобрана на металл                                        | |
| 7                                | KDM Nymfen                 | с 27 июля 1914 года        | 11 марта 1932 года         | разобрана на металл                                        | |
| подводные лодки типа B           |                            |                            |                            |                                                            | |
| B8 (8)                           | KDM Ægir                   | с 22 июля 1915 года        | 26 апреля 1933 года        | разобрана на металл                                        | |
| B9 (9)                           | KDM Ran                    | с 1 октября 1915 года      | 22 августа 1946 года       | разобрана на металл                                        | |
| B10 (10)                         | KDM Triton                 | с 1 марта 1916 года        | 22 августа 1946 года       | разобрана на металл                                        | |
| B11 (11)                         | KDM Neptun                 | с 1 октября 1916 года      | 26 апреля 1933 года        | разобрана на металл                                        | |
| B12 (12)                         | KDM Galathea               | с 25 января 1917 года      | 22 августа 1946 года       | разобрана на металл                                        | |
| подводные лодки типа C           |                            |                            |                            |                                                            | |
| C1                               | KDM Rota                   | с 7 сентября 1920 года     | 22 августа 1946 года       | разобрана на металл                                        | |
| C2                               | KDM Bellona                | с 25 июля 1921 года        | 22 августа 1946 года       | разобрана на металл                                        | |
| C3                               | KDM Flora                  | с 20 января 1922 года      | 22 августа 1946 года       | разобрана на металл                                        | |
| подводные лодки типа D           |                            |                            |                            |                                                            | |
| D1                               | KDM Daphne                 | с 4 октября 1926 года      | 22 августа 1946 года       | разобрана на металл                                        | |
| D2                               | KDM Dryaden                | с 1 сентября 1927 года     | 22 августа 1946 года       | разобрана на металл                                        | |
| подводные лодки типа H           |                            |                            |                            |                                                            | |
| H1                               | KDM Havmanden              | с 8 октября 1938 года      | 7 июля 1950 года           | разобрана на металл                                        | |
| H2                               | KDM Havfruen               | с 6 мая 1939 года          | 7 июля 1950 года           | разобрана на металл                                        | |
| H3                               | KDM Havkalen               | с 18 июля 1939 года        | 7 июля 1950 года           | разобрана на металл                                        | |
| H4                               | KDM Havhesten              | с 22 сентября 1942 года    | 7 июля 1950 года           | разобрана на металл                                        | |
| подводные лодки типа U           |                            |                            |                            |                                                            | |
| S321 (U 1)                       | KDM Springeren             | с 16 июня 1947 года        | 19 ноября 1957 года        | возвращена Великобритании                                  | бывшая HMS P52 бывшая «Дзик» (P52) «Dzik» бывшая KDM U 1 вернулась в состав ВМФ Великобритании                       |
| S322 (U 2)                       | KDM Støren                 | с 19 сентября 1947 года    | 29 января 1959 года        | возвращена Великобритании                                  | бывшая HMS «Валпайн» (P79) «Vulpine» бывшая KDM U 2 вернулась в состав ВМФ Великобритании                            |
| S323 (U 3)                       | KDM Sælen                  | с 18 февраля 1947 года     | 16 января 1958 года        | возвращена Великобритании                                  | бывшая HMS «Вортекс» (P87) «Vortex» бывшая «Морс» «Morse» (P87) бывшая KDM U 3 вернулась в состав ВМФ Великобритании |
| подводные лодки типа «Дэльфинен» |                            |                            |                            |                                                            | |
| S326                             | KDM Delfinen               | с 1 августа 1961 года      | 2 августа 1983 года        | разобрана на металл                                        | |
| S327                             | KDM Spækhuggeren           | с 1 августа 1961 года      | 31 июля 1989 года          | разобрана на металл                                        | |
| S328                             | KDM Tumleren               | с 1 августа 1961 года      | 6 августа 1981 года        | разобрана на металл                                        | |
| S329                             | KDM Springeren             | с 22 октября 1964 года     | 31 марта 1990 года         | экспонат Морского музея в Ольборге                         | |
| подводные лодки типа «Нэккен»    |                            |                            |                            |                                                            | |
| S325                             | KDM Kronborg               | с 17 августа 2001 года     | 27 октября 2004 года       | возвращена Швеции                                          | бывшая HMS «Неккен» вернулась в состав ВМФ Швеции                                                                    |
| подводные лодки типа «Навэлен»   |                            |                            |                            |                                                            | |
| S320                             | KDM Narhvalen              | с 27 февраля 1970 года     | 16 октября 2003 года       | выведена из состава флота                                  | |
| S321                             | KDM Nordkaperen            | с 22 декабря 1970 года     | 2 февраля 2004 года        | выведена из состава флота                                  | |
| подводные лодки типа «Коббен»    |                            |                            |                            |                                                            | |
| S322                             | KDM Tumleren               | с 20 октября 1989 года     | 17 августа 2004 года       | выведена из состава флота                                  | бывшая KNM «Утвер» (S303) «Utvær»                                                                                    |
| S323                             | KDM Sælen                  | с 10 октября 1990 года     | 21 декабря 2004 года       | экспонат Музея исторических военных кораблей в Копенгагене | бывшая KNM «Утхёуг» (S304) «Uthaug»                                                                                  |
| S324                             | KDM Springeren             | с 17 октября 1991 года     | 25 ноября 2004 года        | выведена из состава флота                                  | бывшая KNM «Хья» (S317) «Kya»                                                                                        |